# Calydon
Calydon (łac. Diœcesis Calydoniensis) – stolica historycznej diecezji w Cesarstwie Rzymskim (prowincja Tesalia), współcześnie w Grecji. W XVIII wieku ustanowiona katolickim biskupstwem tytularnym, od 1973 bez biskupa.

## Biskupi tytularni
| Lp. | Biskup                                      | Od               | Do               |
| --- | ------------------------------------------- | ---------------- | ---------------- |
| 1   | Sebastián Foronda OSA                       | 2 marca 1722     | 20 maja 1728     |
| 2   | Luigi Grondona B                            | 14 lutego 1797   | 29 sierpnia 1832 |
| 3   | Julien Hillereau                            | 22 maja 1832     | 14 czerwca 1833  |
| 4   | Jose Antonio Chaves OFMObs.                 | 20 stycznia 1834 | 3 marca 1856     |
| 5   | Antonius Grech-Delicata-Testaferrata-Cassia | 17 maja 1867     | 24 września 1868 |
| 6   | Caspar Henry Borgess                        | 8 lutego 1870    | 20 grudnia 1871  |
| 7   | Lodovico Caracciolo di Castagneta           | 9 sierpnia 1883  | 8 listopada 1890 |
| 8   | Michele Zezza di Zapponeta                  | 1 czerwca 1891   | 12 czerwca 1893  |
| 9   | Edward Thomas Sheehan CM                    | 4 lutego 1929    | 8 września 1933  |
| 10  | Hermann Schoppelrey SVD                     | 13 grudnia 1933  | 25 maja 1940     |
| 11  | Marie-Joseph Lemieux OP                     | 16 stycznia 1941 | 15 kwietnia 1944 |
| 12  | Joseph Marie Yüen K’ai-chih                 | 9 listopada 1944 | 11 kwietnia 1946 |
| 13  | Johannes Baptist Neuhäusler                 | 8 lutego 1947    | 14 grudnia 1973  |